# Kiciny
Kiciny [kiˈt͡ɕinɨ] é uma aldeia no distrito administrativo da Comuna de Zabrodzie, no condado de Wyszków, voivodia da Mazóvia, na região centro-leste da Polônia. Fica a aproximadamente 6 quilômetros (4 mi) a leste de Zabrodzie, 9 quilômetros (6 mi) ao sul de Wyszków, e 48 quilômetros (30 mi) a nordeste de Varsóvia.